# 雷蒙德·库茨魏尔
雷蒙德·库茨魏尔（英語：Raymond Kurzweil，/ˈkɜːrzwaɪl/，1948年2月12日—）是生於美國紐約市的作家、发明家和未来学家。他一直是光学字符识别（OCR）、文字转换语音合成、语音识别技术與电子键盘乐器领域中的先驱。他有关于健康、人工智能（AI）、超人类主义、技术奇点和未来主义相關的著作。现任谷歌工程总监。

## 生平
库茨魏尔在紐約皇后區一個世俗的猶太家庭長大。 他的父母培養了他對科學的早期興趣，使他在 14 歲時成為啟蒙計劃的計算機程序員。1965 年，他憑藉可以編寫模仿音樂風格的音樂的計算機程序獲得了國際科學博覽會的一等獎 偉大的作曲家。 該程序標誌著他重新創建模式識別或在復雜數據中找到順序的能力的長期嘗試的開始。 库茨魏尔相信模式識別構成了人類思維的基礎。

1974年，库茨魏尔创立了 Kurzweil Computer Products, Inc.，並且他還領導開发了第一个全字体光学字符识别系统，这是一种能够识别任何普通字体书写的文本的计算机程序。他认为通過这项技术可以制造一台阅读机，让盲人通过计算机的大声朗读来理解書本內容。然而阅读机還需要CCD平板扫描仪和文本-语音合成器等技術，所以库茨魏尔又與贝尔实验室等其他机构合作完成相關技術開發，1976年1月13日，库茨魏尔研製出的名為Kurzweil的阅读机正式想象。

## 預測

### 過去預測
库茨魏尔的第一本著作《心靈機器時代》提出他對未來的看法。《心靈機器時代》從1986年到1989年之間創作，並於1990年出版。根據普爾（Ithiel de Sola Pool）的著作《自由技術》（1983），库茨魏尔聲稱預測到蘇聯解體，因為手機和傳真機等新技術導致專制政府對信息流的控制失敗 。在《心靈機器時代》中，库茨魏尔還推測到國際象棋電腦軟體性能進步的趨勢，認為電腦將在2000年之前擊敗最出色的棋士。1997年5月，國際象棋世界冠軍加里·卡斯帕羅夫在一場廣為人知的國際象棋比賽中被IBM的深藍擊敗。
库茨魏尔預測1990年代開始的全球互聯網使用會有爆炸性增長。《心靈機器時代》發佈時，世界上只有260萬互聯網用戶，媒體不可靠，難以使用，內容不足。他還表示互聯網不僅用戶數量，內容都會爆發性成長，最終允許用戶訪問國際圖書館、數據庫和信息服務網絡。此外，库茨魏尔聲稱已經正確地預測到連接互聯網的首選方式將不可避免地由無線系統進行，而且他也是正確的，估計無線網路將在21世紀初普遍使用。
2010年10月，庫茲維爾發表報告《How My Predictions Are Faring》，分析他在著作《心靈機器時代》（1990年），《精神時代時》（1999年）和《奇點臨近》（2005）提出的預測。在總共147個預測中，庫茲維爾聲稱115個完全正確，12個基本正確，17個部分正確，只有3個是錯誤的。庫茲維爾聲稱准確率達到86％。
丹尼爾·里昂在《新聞周刊》雜誌批評庫茲維爾提出的一些預測是錯誤的，例如經濟從1998年到2009年蓬勃發展，2009年將有一間美國公司市值超過1兆美元，20 petaflops的超級電腦出現，語音識別廣泛使用和汽車使用安裝在高速公路的傳感器自動駕駛。他指出20 petaflops的超級電腦沒有出現，庫茲維爾說他認為谷歌就是一台巨型超級電腦，而且確實有20 petaflops計算能力。
《福布斯》雜誌稱庫茲維爾對2009年的預測大多不準確。例如庫茲維爾預測大多數文本將使用連續語音識別創建的，但實際上並非如此。

### 未來預測
庫茲維爾說激進的生命延續將會激化生命的提升。他有信心在10年內我們可以選擇在3D虛擬環境中消磨時間，這些虛擬環境與現實一樣真實。
庫茲維爾相信20到25年後，我們將在身體內部配備數百萬種稱為奈米粒子的細胞裝置，以抵禦疾病，提高記憶力和認知能力。 
庫茲維爾預測機器將在2029年通過圖靈測試，2045年人類將成為生物和非生物的混合物（改造人）。
2008年，庫茲維爾在國家工程院專家小組中提出太陽能發電將在20年內能夠滿足地球上所有能源需求。根據庫茲維爾的說法，我們只需要從太陽的能量中獲得1萬分之一的能量，就能滿足人類所有的能源需求。

## 著作
- 《心靈機器時代》（The Age of Intelligent Machines，1990年）
- 《解決健康難題的十分之一妙方》（The 10% Solution for a Healthy Life, 1994年）
- 《奇点迫近》（The Singularity Is Near，2005年）